# Сневлит, Хенк
Хендрикус Йозефус Франсискус Мари Сневлит (нидерл. Hendricus Josephus Franciscus Marie Sneevliet, встречаются варианты написания фамилии Снефлит, Снеевлит, Снейвлит, Снивлит; 13 мая 1883[…], Роттердам, Южная Голландия — 13 апреля 1942[…], концлагерь Амерсфорт, Утрехт) — нидерландский коммунист, революционер, профсоюзный деятель и участник Движения Сопротивления. Один из основателей Коммунистической партии Китая, Коммунистической партии Индонезии, Революционной социалистической партии Нидерландов, Маркс—Ленин—Люксембург—Фронта.

## Биография
Сневлит родился в Роттердаме. После завершения учёбы он в 1900 году начал работать на Нидерландских железных дорогах. В 1902 году вступил в Социал-демократическую рабочую партию (СДРП, Sociaal Democratische Arbeiders Partij) и в профсоюз железнодорожников и трамвайных работников. С 1906 года Сневлит работал на СДРП в Зволле, где он возглавил местную партийную ячейку и стал первым социал-демократическим членом городского совета на выборах 1907 года.
Сневлит также активно работал в Союзе железнодорожных и трамвайных рабочих NV, был избран в его руководство в 1906 году, затем повышен до заместителя председателя и главного редактора его печатного органа и, наконец, в 1911 году стал его председателем.
В железнодорожном профсоюзе, как и в партии, убеждённый социалист и боевой профсоюзник Сневлит придерживался радикальных позиций. Он активно поддерживал призыв к стачке моряков 1911 года, однако высшая профсоюзная бюрократия не включилась в кампанию. 
После споров с руководством профсоюза и партии он покинул их в 1912 году, вступив в более радикальную, революционно-марксистскую Социал-демократическую партию (предшественницу Коммунистической партией Нидерландов), основанную «трибунистами» (редакцией издания «De Tribune»). Сам он писал для другого близкого к ней издания — марксистского журнала «De Nieuwe Tijd» («Новое время»).

### Нидерландская Ост-Индия

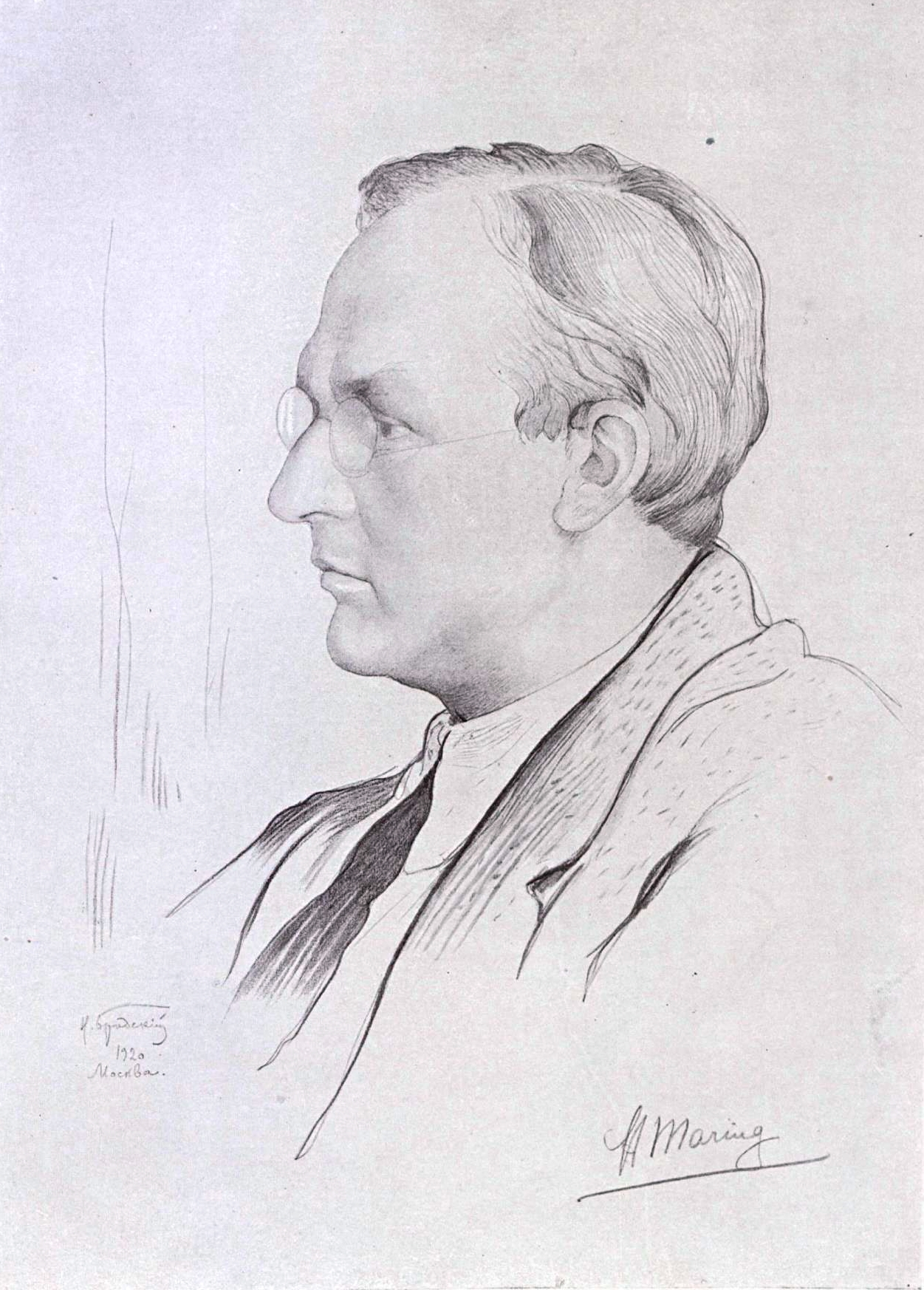
Х. Сневлит на Втором конгрессе Коминтерна (1920). Портрет работы И. Бродского

В результате своей революционной деятельности Сневлит не смог найти работу в Голландии и эмигрировал в её азиатское владение. Он жил в Нидерландской Ост-Индии (будущей Индонезии) с 1913 по 1918 год. В 1914 году он стал одним из основателей строго антикапиталистической Индонезийской социал-демократической ассоциации (Indische Sociaal-Democratische Vereeniging, ISDV), в которой состояли как нидерландцы, так и индонезийцы. Формально она подчинялась нидерландской реформистской СДРП, однако в 1916 году перешла в СДП.
Также он работал в железнодорожном профсоюзе Vereeniging van Spoor- en Tramwegpersoneel. Этот союз впоследствии стал основой индонезийского коммунистического движения. Основанная им социал-демократическая ассоциация, членами которой были также Тан Малака, Семаун и Дарсоно Нотосудирджо, в 1920 году стала Коммунистической партией Индонезии.
После революции 1917 года в России, влияние Сневлита на индонезийских рабочих и, особенно, нидерландских солдат и матросов стало пугать власти. Их беспокойство, в частности, вызывала его речь на Первомай 1918 года на голландском судне «Сурабая», начинавшаяся со слов: «Товарищи, друзья, красногвардейцы флота Индии!». 5 декабря 1918 года он был выслан из Нидерландской Ост-Индии. 
После возвращения в Нидерланды, Сневлит организовывал транспортную забастовку 1920 года. В том же году он (под партийным псевдонимом Маринг) выступал на Втором конгрессе Коминтерна в Москве и Петрограде, как представитель Коммунистической партией Индонезии, в которую была преобразована ISDV. 
Сневлит вошёл в Исполком Коминтерна, был назначен секретарём Коммунистического интернационала по делам колоний Дальнего Востока и вскоре после этого был отправлен Коминтерном в Китай, чтобы помочь организовать Коммунистическую партию Китая (КПК).

### Китай

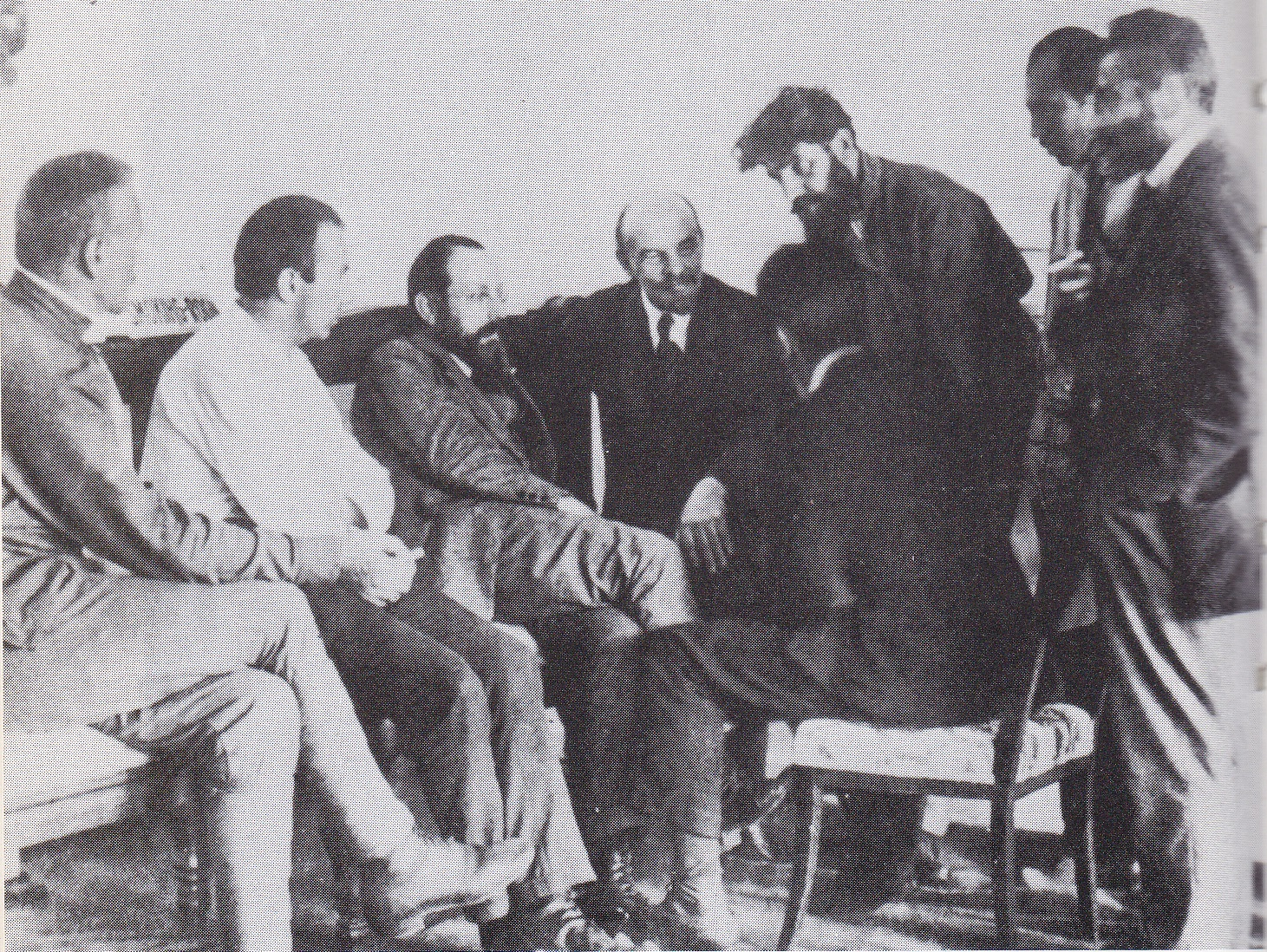
Сневлит рядом с В. И. Лениным на II конгрессе III Интернационала

3 июня 1921 года Сневлит прибыл в Шанхай. Первым делом он отправил двух китайских коммунистов в Москву на Третий конгресс Коминтерна. Он был одним из организаторов первого съезда Коммунистической партии Китая. В декабре 1921 года Сневлит посетил Сунь Ятсена на юге Китая. Затем он вернулся в Пекин и передал советскому представителю Александру Пайкесу два послания для отправки в Москву — одно в Исполком Коминтерна о союзе между КПК и Гоминьданом, другое в наркомат иностранных дел, предлагавшее назначить советского представителя в южный Китай. Постоянным представителем СССР на юге Китая был назначен Михаил Бородин. В 1922 году Сневлит организовывал союз между КПК и Гоминьданом.
В апреле 1922 года Сневлит отплыл из Шанхая и через Сингапур, Марсель, Амстердам и Таллин прибыл в июле 1922 года в Москву. Здесь он представил исполнительному комитету Коминтерна подробный доклад о ситуации в Китае. После этого Сневлит вернулся в Китай и 25 августа 1922 года встретился в Шанхае с Сунь Ятсеном. После этого китайские коммунисты начали массово вступать в Гоминьдан, оставаясь в то же время членами КПК. Зимой 1922—1923 годов Сневлит снова прибыл в Москву и обсудил с руководством Коминтерна китайские вопросы.

### Нидерланды

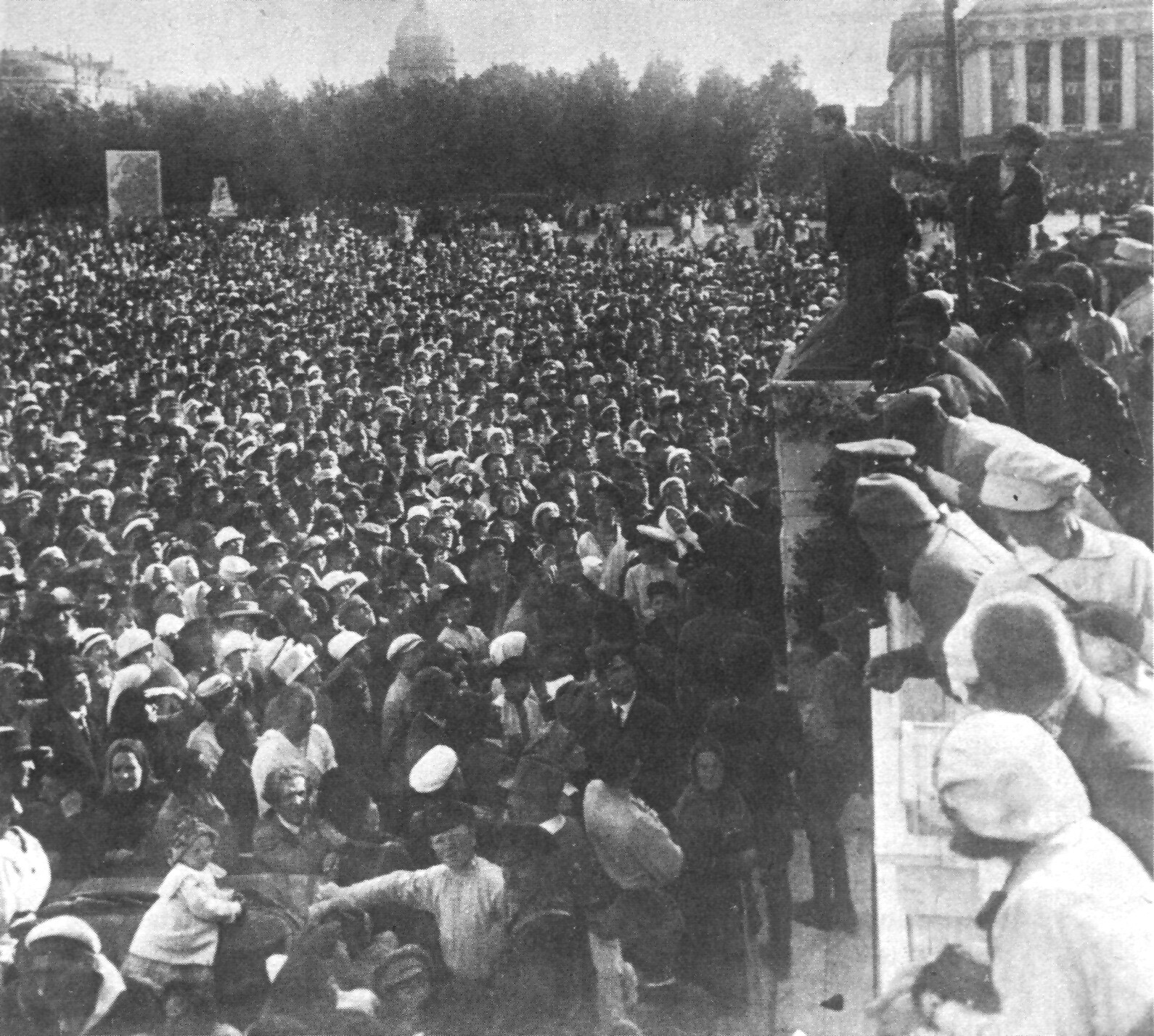
Сневлит (сверху справа на трибуне) выступает в Петрограде у Зимнего дворца. Его речь переводит Л. Д. Троцкий

В начале 1924 года Сневлит окончательно вернулся из Китая в Москву, а затем в Голландию, где занял пост секретаря синдикалистского профобъединения Национальный секретариат труда (NAS) и вошёл в Центральный комитет Коммунистической партии Нидерландов. Однако в этот же период, в связи с внутрипартийной борьбой в РКП(б), началась и сталинизация голландской компартии: предыдущий её руководитель — Давид Вейнкоп, симпатизировавший Левой оппозиции Льва Троцкого — был смещён и создал отдельную Коммунистическую партию Голландии — Центральный комитет.
Сневлит также солидаризовался с троцкистской оппозицией и, после двух лет противоборства с руководством компартии и Коминтерна, в 1927 году вышел из коммунистической партии и основал свою собственную, Революционную социалистическую партию (РСП, Revolutionair Socialistische Partij), которая после слияния с Независимой социалистической партией (НСП) была преобразована в Революционную социалистическую рабочую партию (РСРП, Revolutionair Socialistische Arbeiders Partij). РСП/РСРП стояла на позициях классовой борьбы, мировой социалистической революции и неприятия сталинской модели «социализма в отдельно взятой стране» и располагала поддержкой преимущественно в среде городской левой интеллигенции Амстердама, а также членов Национального секретариата труда.
Эта партия в 1934 году подписала декларацию четырёх вместе с Международной коммунистической лигой, возглавляемой Львом Троцким, НСП и Социалистической рабочей партией Германии. Однако в конце концов РСРП порвала с троцкистами и стала частью Международного бюро революционного социалистического единства (International Bureau of Revolutionary Socialist Unity) вместе с британской Независимой лейбористской партией и испанской Рабочей партией марксистского единства (POUM). Она так и не вошла в Четвёртый интернационал из-за проявившихся идейных разногласий Сневлита, посещавшего Барселону и оказавшего горячую поддержку POUM, с Троцким. В 1938 году произошел окончательный разрыв партии с троцкистским движением, и она вместе с такими левосоциалистическими силами, как французская Рабоче-крестьянская социалистическая партия Марсо Пивера, участвовала в создании «Международного рабочего фронта против войны».
В 1933 году Сневлит был арестован и приговорён к пяти месяцам тюремного заключения за поддержку поддержку матросского восстания на корабле «Зевен Провинсиен» (Hr. Ms. De Zeven Provinciën — «Семь провинций»), «красных повстанцев» которого уподобил экипажу броненосца «Потёмкин». Однако в том же году был выпущен на свободу из-за избрания в нижнюю палату Генеральных штатов — его избирательная кампания, проходившая под лозунгами «из тюрьмы в парламент», обещала сделать Сневлита из обвиняемого «общественным обвинителем» и увенчалась успехом, принеся 48 тысяч голосов. В парламенте он был единственным представителем РСП и не смог переизбраться в 1937 году, но в 1939 году был избран в городской совет Амстердама.

### Против нацизма и сталинизма

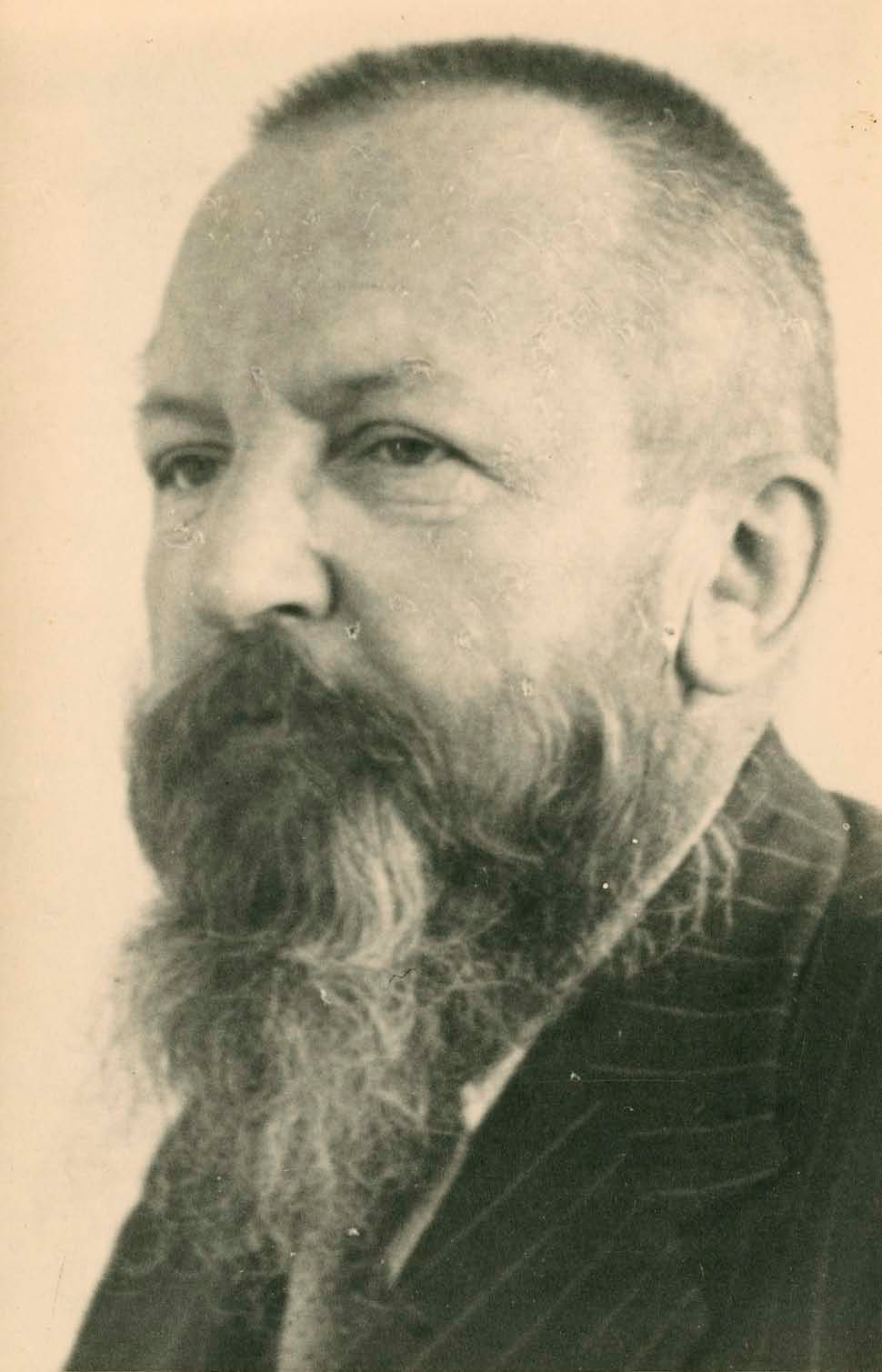
Хенк Сневлит во время Второй мировой войны

В 1930-х Сневлит выступал решительным противником нацизма и сталинизма, который также считал разновидностью фашизма. В Амстердаме Сневлит — наряду с такими личностями, как писательница-социалистка Генриетта Роланд Холст, принцесса Юлиана, профессор Рикардо Карбальо, архитектор-коммунист Генри Кристиан Пик и скульптор Хилдо Кроп — входил в круг контактов Игнатия Рейсса — сотрудника НКВД, выступившего против сталинизма и ставшего невозвращенцем. Рейсс направлялся на поезд, на котором собирался на встречу со Сневлитом и Виктором Сержем, когда был убит сталинскими агентами в 1937 году. Агенты ГПУ, в том числе внедрившийся в троцкистские круги Марк Зборовский, использовали эту ситуацию для нагнетания разногласий между Троцким, с одной стороны, и Сневлитом и Сержем — с другой. Виктор Серж вспоминал о товарище:
«Я дружил с Хенком Снивлитом… Я видел, что члены его партии — люди высшей человеческой пробы… Оба сына Снивлита покончили с собой — второй от отчаяния, что практически ничего нельзя сделать для поддержки антифашистов, нашедших временное убежище в Амстердаме, и помешать их вытеснению за границу. Несколько молодых людей из его партии недавно погибли в Испании. Чему могла послужить их жертва? Сосланный в прошлом в Индонезию, Снивлит создал там народную партию; друзья его молодости отбывали пожизненную каторгу, и попытки помочь им заканчивались ничем. В его стране профашистские силы росли на глазах, хотя не пользовались поддержкой большинства населения… Снивлит чувствовал, что грядет война, в которой Голландия, ее пролетариат и высокая культура неизбежно будут разгромлены — без сомнения, они потом возродятся, но когда, как? «Может, нужно, чтобы мы прошли через кровавую баню и кромешную тьму? Что делать?» Все это немного старило Снивлита, придавало его лицу с тонкими чертами сумрачное выражение — но он никогда не впадал в отчаяние»

После начала Второй мировой войны и оккупации Нидерландов немецкими войсками, он скрылся в подполье и встал во главе подпольной организации Движения Сопротивления, Маркс—Ленин—Люксембург—Фронта. Этот фронт с июля 1940 года начал нелегально издавать свой бюллетень, а затем «Социалистические письма» и газету «Спартак» (тиражом 5000 экземпляров). Сневлит и его группа были вовлечены в организацию Февральской забастовки 1941 года.
Арестован гестапо в числе восьмерых членов руководства МЛЛ—Фронта, заключён с ними в концлагерь Амерсфорт и вместе с шестью из них (один покончил с собой в камере смертников) казнён в ночь 12 апреля 1942 года. Смерть они встретили героически: пением «Интернационала». Сневлит также попросил палачей, чтобы те развязали им руки перед расстрелом, но эту просьбу отклонили, согласившись лишь не завязывать глаза.